# Otiothops macleayi
Espèce
Otiothops macleayi est une espèce d'araignées aranéomorphes de la famille des Palpimanidae.

## Distribution
Cette espèce se rencontre au Panama et en Colombie dans le département de Valle del Cauca,,.

## Description
Les mâles mesurent en moyenne 5,50 mm et les femelles 6,64 mm.

## Étymologie
Cette espèce est nommée en l'honneur de William Sharp Macleay.

## Publication originale
- Banks, 1929 : Spiders from Panama. Bulletin of the Museum of Comparative Zoology, vol. 69, no 3, p. 53-96 (texte intégral).